# Cassada
Cassada ist die überarbeitete Version eines früheren Romans, The Arm of Flesh, des amerikanischen Schriftstellers James Salter, erschienen im Jahr 2000.

## Inhalt
Der junge Pilot Cassada wird in den Alltag einer im Nachkriegsdeutschland in den 50er Jahren stationierten amerikanischen Fliegerstaffel eingeführt. Der fast spartanisch anmutende, sehr sachliche Schreibstil Salters entspricht den knappen Dialogen unter den Piloten. Eine gescheiterte Ehe und eine nicht ausgelebte Liebesbeziehung kontrastieren die internen Rivalitäten in der Staffel. Mit dem Tod Cassadas in einer Schlechtwetterlage, bei der er seinem Rivalen, dessen Sprechfunk ausgefallen ist, das Leben rettet, endet eine der realsten Schilderungen der modernen Fliegerei, wie auch viele Militärpiloten bestätigen.
Die New York Times meinte zu diesem Buch: Es kommt nicht oft vor, dass ein Autor von höchsten Graden genug vom Fliegen versteht, um gut darüber schreiben zu können; Saint-Exupéry war der eine; Salter ist der andere.

## Bibliographische Angaben
- Malte Friedrich (Übers. 2003 Berlin: Berlin): Cassada, ISBN 3-8270-0094-7; (TB München:btb): ISBN 3-442-73277-8